# Benitochromis
Genre
Benitochromis Lamboj, 2001 est un genre de Pseudocrenilabrinae d'Afrique (Cameroun, Guinée équatoriale) proche de Chromidotilapia. 

## Liste des espèces
Selon FishBase (30 janv. 2016) et ITIS (30 janv. 2016) :
- Benitochromis batesii (Boulenger, 1901)
- Benitochromis conjunctus Lamboj, 2001
- Benitochromis finleyi (Trewavas, 1974)
- Benitochromis nigrodorsalis Lamboj, 2001
- Benitochromis riomuniensis (Thys van den Audenaerde in Linke & Staeck, 1981)
- Benitochromis ufermanni Lamboj, 2001